# 纪馨芳
紀馨芳（1942年9月—），男，辽宁金县人，生於山西平遥，中华人民共和国政治人物。曾任中共太原市委书记、山西省人大常委会第一（常务）副主任。纪馨芳是由山西省委書記李立功提拔，长期担任山西省重要领导职务，历经王茂林、胡富国、田成平、张宝顺等多位省委書記，被誉为山西政坛“常青树”。

## 生平

### 早期活动
1961年考入沈阳化工学院化工系无机物专业学习。沈阳化工学院原隶属于国家化学工业部。1965年毕业後，被分配到化学工业部所属的太原化工厂。太原化工厂是一五期间苏联援助的。当年，太原化工厂己二酸车间投产（年产500吨），是当时全国最大装置。纪馨芳从技术员幹起，在太原化工厂干了20餘年。

### 步入仕途
1980年，中央决策建设山西能源基地，国务院和山西省政府组织200多个单位、1400餘名专家，对建设山西能源重化工基地进行深入的研究和论证。1982年4月，当时的国务院总理赵紫阳委托山西籍贯的国务院副秘书长马洪与山西省政府共同召开会议，编制了具体的山西能源与重化工基地综合经济规划。能源重化工基地的定位与建设也为后来的环境污染，矿难埋下了隐忧。太原化工厂作为山西最大的重化工基地，在山西的地位变得重要起来。
曾经担任太原化工厂科长、车间主任的吴达才从山西省化工厅副总工程师被直接提拔为中共山西省委常委、山西省科委主任。纪馨芳在1984年终于被提拔为太原化工厂副总工程师，从此进入快车道。不久接替吴俊洲担任了太原化工厂党委副书记、书记。同时吴俊洲很快被提拔为山西省计委副主任、主任，山西省副省长。
1985年8月6～17日化学工业部部长秦仲达一行六人来山西，已经是党委书记的纪馨芳陪同他视察了太原化工厂。纪馨芳对业务的熟悉给秦仲达留下了很好的印象。1988年秦仲达批准纪馨芳兼任太原化工厂厂长。

### 第三梯队
就在化工部认为纪馨芳人才难得的同时，纪馨芳也进入了山西省委的视野。当时太原市的四家主要企业中，除了纪馨芳之外，列入第三梯队的还有太原钢铁公司的党委书记吴慧琴、太原重型机器厂党委书记李有美和煤管局武三松。

### 主持太原工业大学党委前后
1989年5月9日、10日，山西太原发生了大批游行示威的学生冲击省委、省政府，冲击当时正在举行的国际经济技术合作洽谈会、进出口商品交易会和民间艺术节的事件。包括太原工业大学的学生在内的请愿团要求省委解释省委盖豪华办公大楼和六名省委常委300平米住宅。
事件平息后，太原工业大学被省委列为清查清理工作的重点。在这次风波中，太重向北京学生發了致敬电；太钢也有大批工人上街。只有太化平安无事，大受省委好评。
其实太化的工人们并非与众不同。纪馨芳在第一时间就掌握了部分工人跃跃欲试的情况，马上下令机车队非特批一律停驶。原来与太重，太钢近水楼台不同，太化离市区很远。纪馨芳同时下令加强考勤，提高出勤奖。釜底抽薪，双管齐下，保障了企业的正常生产。
省委于是决定派纪馨芳出任太原工业大学党委书记，苏联技术科学副博士、固体力学专家杨桂通教授担任太原工业大学校长。不久，纪馨芳向省委汇报，闹事的大多数是社会青年冒充的。纪馨芳的棒子高高举起，却轻轻放下，虽然有背省委的初衷，却深受教职员工的一致好评。随后，纪馨芳的主要精力投入211工程。

### 主政太原
1992年任副省长、省政府党组成员，1996年兼任太原市委书记；1997年任省委常委，不再担任副省长、省政府党组成员。
没有了纪馨芳的太化却是很长时间每况愈下。山西有史以来最大的化工项目，太化TDI工程，是国家“七五”到“八五”期间的大型技术改造项目。这一项目自1989年批准开工以来，已累计投入贷款及利息逾10亿元，至今未产出一吨产品。

### 担任省委领导
2000年1月任省委副书记、省委政法委书记，同年十二月不再担任省委政法委书记；2001年2月任省人大常委会副主任、党组副书记，同年10月不再担任省委副书记职务。

### 主持省人大日常工作
山西省十一届人大一次会议于2008年1月16日至23日在太原举行。2008年1月18日下午，省十一届人大一次会议举行第二次全体会议，听取省人大常委会工作报告。省人大常委会常务副主任纪馨芳作山西省人民代表大会常务委员会工作报告，會議結束後纪馨芳卸任。